# Trachymene microcephala
Trachymene microcephala är en flockblommig växtart som först beskrevs av Karel Domin, och fick sitt nu gällande namn av Brian Laurence Burtt. Trachymene microcephala ingår i släktet Trachymene och familjen flockblommiga växter. Inga underarter finns listade i Catalogue of Life.